# Kościół San Salvatore w Genui
Kościół San Salvatore (pol. kościół Najświętszego Zbawiciela) – były rzymskokatolicki kościół w Genui, w dzielnicy Molo. Do chwili zniszczenia w wyniku bombardowań w 1942 roku należał do Archidiecezji Genui. Od lat 90. XX wieku jest wykorzystywany jako audytorium Wydziału Architektury Uniwersytetu Genueńskiego, a okazjonalnie również jako sala koncertowa.

## Historia
W styczniu 1141 roku na prośbę kanonika Ansalda konsulowie Genui przekazali w darze grunt pod budowę kościoła na terenie Sarzano. W efekcie został na niej zbudowany kościół San Salvatore. W dokumentach z 1191 roku został on wymieniony jako kościół parafialny. W 1611 roku podjęto decyzję o rozbudowie i modernizacji kościoła. Była to wówczas świątynia jednonawowa z kampanilą. W 1684 roku kościół doznał poważnych uszkodzeń w wyniku ostrzału floty francuskiej. W 1692 roku pojawiły się w nim organy. 28 października 1782 roku w kościele został ochrzczony Niccolò Paganini.
W 1844 roku kościół został zmodernizowany, a jego wystrój wzbogacony o dzieła sztuki pochodzące z majątku zlikwidowanej w 1809 roku przez arcybiskupa Genui, Giuseppe Marię Spinę, parafii Santa Croce.
W 1942 roku kościół został spalony i zniszczony w wyniku działań wojennych. Po wojnie obiekt pozostawał w ruinie. W latach 90. został odbudowany z przeznaczeniem na audytorium Wydziału Architektury Uniwersytetu Genueńskiego. Z uwagi na fakt, iż może pomieścić do 340 widzów, służy również jako sala koncertowa.